# ماكس بورنس
ماكس بورنس (بالإنجليزية: Max Burns)‏ هو سياسي أمريكي، ولد في 8 نوفمبر 1948 في ميلن في الولايات المتحدة. حزبياً، نشط في الحزب الجمهوري. في انتخابات مجلس النواب الأمريكي 2002 ‏، انتخب عضو مجلس النواب الأمريكي عن دائرة Georgia's 12th congressional district ‏ وقد انضم خلال فترته النيابية ‏ (7 يناير 2003 – 3 يناير 2005)  للكتلة البرلمانية الحزب الجمهوري وانتخب عضو مجلس النواب الأمريكي عن دائرة Georgia's 12th congressional district ‏ (3 يناير 2003 – 3 يناير 2005).